# Nanarchaea bryophila
Nanarchaea bryophila is een spinnensoort in de taxonomische indeling van de Pararchaeidae.
Het dier behoort tot het geslacht Nanarchaea. De wetenschappelijke naam van de soort werd voor het eerst geldig gepubliceerd in 1969 door Hickman.